# الکساندر یوژین
الکساندر ایوانوویچ یوژین (روسی: Южин, Александр Иванович؛۱۶ سپتامبر ۱۸۵۷–۱۷ سپتامبر ۱۹۲۷) نام هنریِ یک هنرپیشه و نمایش‌نامه‌نویس اهل روسیه بود.
نام واقعی او «شاهزاده سومباتوف» بود و اصلیتی گرجستانی داشت.
او یکی از نخستین برندگان «جایزه هنرمند مردمی اتحاد جماهیر شوروی» در سال ۱۹۲۲ میلادی بود و بازیگر برجسته‌ای در تئاتر مالی در مسکو محسوب می‌شد.
الکساندر یوژین از اعضاء فراماسونری بود که نخستین بار در ۱۷ فوریه ۱۹۰۸ به لژ ماسونی پیوست و بعدها به گراند اوریان ارتقاء یافت.